# Uncanny X-Men
Uncanny X-Men (inizialmente The X-Men), è la principale serie a fumetti dedicata agli X-Men, gruppo di supereroi mutanti, edita negli Stati Uniti dalla Marvel Comics dal 1963.
La testata è una delle più importanti edita dalla Marvel ed è stata pubblicata ininterrottamente fino al 2011 per oltre 500 numeri ed è una di quelle con il logo - ideato da Jim Steranko - più longevo e utilizzato anche per il merchandising e la serie televisiva. Nel corso dei suoi oltre quaranta anni di vita è stata più volte rilanciata dall'editore e realizzata da famosi autori e disegnatori della Marvel come Stan Lee, Jack Kirby, Chris Claremont, John Byrne, Alan Davis e Jim Lee. Grazie alla popolarità e alla fama internazionale, la Marvel decise di idearne numerosi spin-off come New Mutants, X-Factor, X-Force, X-Men (vol. 2) e Astonishing X-Men.
Dopo la chiusura della prima serie nel 2011, la serie è stata rilanciata più volte, la prima già nel 2011 e incentrata sulle vicende degli X-Men rimasti su Utopia guidati da Ciclope; l'anno successivo è esordita la terza serie omonima edita per altri 36 numeri dei quali l'ultimo corrispondeva al n. 600 complessivo delle tre serie e come tale era indicato in copertina e fece parte dell'iniziativa di rilancio editoriale Marvel NOW! a seguito del crossover Avengers vs. X-Men. Successivamente si è avuta nel 2016 una quarta serie all'interno dell'iniziativa editoriale All-New, All-Different Marvel e dedicata a mutanti del dopo Secret Wars, criminali spietati guidati da Magneto che difendono la causa mutante con ogni mezzo.

## Storia editoriale

### Prima serie: X-Men (vol. 1) / Uncanny X-Men (vol. 1) (1963-1981)
La prima dedicata al gruppo di personaggi, The X-Men (vol. 1), ha esordito nel 1963 e venne edita fino al 1981; dal n. 114 di ottobre 1978 venne aggiunta alla testata il termine "uncanny" e divenne ufficialmente The Uncanny X-Men a partire dal n. 142 del febbraio 1981 e poco dopo venne fatta esordire una nuova serie intitolata X-Men (vol. 2) nell'ottobre 1991; dal 2002 la testata divenne Uncanny X-Men.
Inizialmente pianificata per riportare al pubblico le dinamiche e le avventure dell'intero gruppo di X-Men la testata si è poi focalizzata solo su una parte di esso perdendo via via d'importanza. Tuttavia con il n. 500 (luglio 2008) la serie è tornata nuovamente a essere il titolo principale dedicato al gruppo pubblicando importanti storyline e i maggiori crossover. Fin dall'esordio, le trame di X-Men (vol. 2) sono quasi sempre rimaste scollegate dalla serie in modo che le squadre protagoniste degli albi (Gold Team su Uncanny X-Men e Blue Team su X-Men) avessero un ampio margine di azione senza incorrere in errori di continuity come le apparizioni contemporanee di uno o più personaggi. Tuttavia durante le gestioni Lobdell (1995-1996) e Davis (1998-2000) che scrissero ambedue i titoli, le serie funzionarono come un'unica serie bisettimanale con una storyline che proseguiva da una testata all'altra.

### Seconda serie:Uncanny X-Men(vol. 2)
Dopo la chiusura della prima serie nel dicembre 2011, il mese successivo esordì la seconda, Uncanny X-Men (vol. 2) al fine di rilanciare la serie facendola ripartire dal primo numero con un nuovo team di autori; venne pubblicata per venti numeri e chiusa a dicembre dello stesso anno, sostituita dalla terza serie.

### Terza serie:Uncanny X-Men(vol. 3)
All'interno del progetto di rilancio delle linea editoriale Marvel NOW!, esordì la terza serie che venne edita da aprile 2013 a settembre 2015 per 35 numeri quando venne ripresa la prima serie pubblicando il n. 600, comprensivo dei numeri pubblicati nelle tre serie per poi essere sostituita dalla quarta serie.

### Quarta serie:Uncanny X-Men(vol. 4)
All'interno del progetto di rilancio delle linea editoriale All New All Different Marvel esordì a marzo 2016 la quarta serie dedicata agli X-Men successivi agli eventi narrati nella miniserie Secret Wars.

## Trame

### Gli anni ottanta
In questo periodo parecchi cambiamenti concorsero a rinnovare la testata, a cominciare dall'arco narrativo intitolato Massacro Mutante che fornì l'occasione per disfarsi di tutti quei personaggi che non erano riusciti ad accattivarsi le simpatie del pubblico. A dispetto di questa decimazione, nuovi character entrarono in scena come la ex-modella ed agente segreto britannico Psylocke, la giovane Jubilee e la misteriosa Madelyne Pryor, clone della defunta Jean Grey che divenne presto il nuovo interesse amoroso di Ciclope. Sempre grazie a Claremont, Tempesta mostrò un atteggiamento più aggressivo che ben si rispecchiava con il suo nuovo look punk, assunse la carica di leader degli X-Men e trasferì l'intero gruppo nell'outback australiano. Nel mentre, gli originali cinque X-Men complice la resurrezione di Jean, si riunirono e fondarono X-Factor, agenzia deputata al soccorso di mutanti in pericolo e Scott ritornò in tempo dal figlio e dalla moglie per vedere la donna trasformarsi nella Regina dei Goblin e dare inizio alla maxi-saga Inferno.

### Gli anni novanta
Dopo che Psylocke utilizzò il portale mistico Seggio Periglioso, molti X-Men vennero rispediti sulla terra affetti però da gravi forme di amnesia. Nel caso di Betsy, la donna fu catturata dall'organizzazione asiatica della Mano e la sua psiche scambiata con quella della ninja Kwannon; tornata fra gli X-Men cominciò a flirtare con Ciclope scatenando le ire di Jean ma la situazione si risolse quando sulla scena comparve la misteriosa Revanche che altri non era se non la psiche di Kwannon inserita nel corpo di Betsy. Utilizzata la saga Attrazioni fatali come punto d'inizio della degenerazione di Xavier nel malvagio Onslaught, gli autori Marvel diedero il via all'omonimo crossover che portò al rinnovo di tutte le testate fumettistiche. Non appena l'universo fu tornato alla normalità, gli X-Men si scontrarono con il Re delle Ombre e furono coinvolti nel ritorno di Apocalisse e nella saga dei Dodici, mutanti capaci di distruggere il proprio corpo ma anche di aiutarlo a ricercare un nuovo ospite per il suo spirito. Dopo che Ciclope si fuse con lui per salvare la vita del figlio, prese il via l'arco narrativo Alla Ricerca di Ciclope che portò ad una più profonda ridefinizione del character e dei personaggi a lui vicini.

### Anni 2000
Durante l'arco narrativo L'alba della distruzione, Jean assemblò un manipolo di X-Men composto da Northstar, Frenzy, Pira Ardente, Spettro, Dazzler ed Omerta con lo scopo di sconfiggere Magneto, ora a capo dell'isola di Genosha, e liberare Xavier. Tempo dopo, una differente squadra guidata da Arcangelo e Nightcrawler, formatasi all'epoca in cui Grant Morrison dirigeva New X-Men, introdusse il personaggio di Stacy X; si scoprì, quindi, che Havok era ancora vivo e curato amorevolmente da Annie Ghazikhanian un'infermiera della quale s'innamorò a tal punto da abbandonare Polaris all'altare, facendo in modo che la ragazza uscisse di senno ed aggredisse gli invitati. In questo periodo, Tempesta tagliò i ponti con gli X-Men "ufficiali" e, preso un piccolo gruppo di essi, lasciò la scuola; durante le prime missioni degli X-Treme X-Men, Psylocke fu ferita a morte e Bestia subì una mutazione secondaria ad opera di Sage che modificò il suo aspetto da primate a felino. Riappacificatasi con la nuova direzione dell'istituto composta da Ciclope ed Emma Frost, Tempesta fondò la squadra tattica X.S.E. e con l'aiuto di una rediviva Rachel Grey andò in soccorso di X-23, intrappolata nella Terra Selvaggia, sconfisse il nuovo Club infernale e assistette alla resurrezione di Psylocke. Il team continuò a cambiare fino all'avvento del crossover mutante Messiah Complex, evento nel quale tutte le X-squadre si trovarono coinvolte e che portò poi alla loro nuova dislocazione a San Francisco. Lì si scontrarono con la Setta Infernale e la Sorellanza guidate entrambe dalla Regina Rossa, ovvero lo spirito corrotto di una defunta Madelyne Pryor rivelatosi in seguito la manifestazione della sua personalità di Regina dei Goblin, che durante un esperimento tramite la liberazione di energia psionica riuscì a riportare Psylocke nella realtà di Terra-616 dopo il suo soggiorno con gli Exiles. Coinvolti negli eventi di Dark Reign, gli X-Men al completo si trovarono a combattere contro i Vendicatori guidati da Osborn e gli X-Men governativi di Emma Frost prima che Ciclope decidesse di trasferire il quartier generale sull'isola di Utopia fatta affiorare poco fuori le coste americane, costruita dalle rovine di uno degli Asteroidi M di Magneto. E proprio il vecchio nemico degli X-Men ritornò in scena durante la storyline Nazione X venendo accettato fra le file del crescente esercito di Ciclope al quale cercò di dimostrare la propria lealtà riportando sulla Terra Kitty Pryde poco prima che Bastion desse inizio al suo piano per eliminare la messia mutante Hope Summers nel corso del crossover Secondo avvento. Dopo l'abbandono di Bestia in favore dei Vendicatori Segreti e la morte di Nightcrawler per mano di Bastion, compaiono i primi nuovi mutanti dopo l'M-Day e nell'arco narrativo Le cinque luci si assiste al viaggio di Hope per stabilizzarne le mutazioni e riportarli ad Utopia. A seguito di ciò, un'improvvisa epidemia virale si abbatte su Utopia ad opera della Sublime Corporation impegnata a confezionare inalatori spray capaci di donare poteri mutanti agli umani prima di essere fermati. Durante il crossover Fear Itself dove si assiste all'ascesa del Serpente, il Fenomeno dopo aver impugnato uno dei mistici martelli caduti dal cielo dà l'assalto a S.F. costringendo Colosso a stringere un patto con il demone Cyttorak per diventare il nuovo Fenomeno e riuscire a sconfiggerlo.

### Seconda serie (2011-2012)
Dopo la conclusione di Scisma, la testata riparte con un nuovo n. 1 nel novembre 2011 sfruttando l'iniziativa Regensis. Essendo divenuto il titolo principale fra quelli schierati con Ciclope (gli altri sono Generation Hope, X-Men (vol. 3) e New Mutants), al suo interno viene mostrata per la prima volta la "squadra estinzione" guidata dallo stesso Ciclope che ha il compito di mantenere la pace a livello mondiale e propagandare la potenza mutante. Durante il crossover Avengers vs. X-Men la testata produce numerosi tie-in per poi chiudere i battenti con il n. 20 (ottobre 2012) lasciando il posto ad un nuovo team creativo.
Di volta in volta la squadra estinzione affronta nemici come Sinistro, che sfruttando i motori della creazione del Celestiale dormiente in S.F. crea una specie interamente costituita da se stesso in cui la sua coscienza si sposta da individuo a individuo al momento della sua morte. La seconda minaccia è rappresentata dalla località nota come Tabula Rasa risultato dell'esperimento condotto da Arcangelo e Bestia Nera durante la sua ascesa al trono di Apocalisse ostacolata da X-Force. All'interno di questo luogo la squadra identifica un ecosistema sviluppatosi artificialmente e diversamente dal resto del mondo, in cui i nativi del luogo vengono soggiogati dall'Uomo Immortale che si rivela poi essere uno dei due ultimi sopravvissuti degli antichi abitanti di Tabula. Assieme al secondo, ribattezzatosi "Apice buono", la squadra riesce ad allontanare la minaccia dell'estinzione dei nativi. Poco prima di entrare a far parte dei tie-in del crossover Avengers vs. X-Men, la squadra estinzione effettua un ultimo team-up con i Vendicatori per ricatturare i prigionieri sfuggiti allo S.W.O.R.D. riuscendo nell'impresa e portando dietro le sbarre del Carcere-X il robot alieno Unit che però corrompe i sistemi di Danger prendendone il sopravvento e diventando, di fatto, il carceriere. Durante i primi numeri legati ad AVX, la testata approfondisce i combattimenti fra membri dei diversi schieramenti come Colosso-Hulk Rosso, Namor-Cosa per poi dedicarsi interamente alla nascita della metropoli vittoriana sotterranea nota come Londra Sinistra guidata da Sinistro ed abitata dalla sua specie. Una volta scoperta la sua esistenza i Cinque della Fenice, ossia Ciclope, Emma, Colosso, Magik e Namor decidono di distruggerla venendo però inizialmente sconfitti da sei cloni di Madelyne Pryor che riescono a rubar loro i frammenti della Fenice fino a quando Emma non la convince che loro sono ospiti più adatti. Sconfitto definitivamente Sinistro dopo averne incenerito il corpo, il focus della testata si sposta alle relazioni fra i Cinque facendo così scoprire che Emma e Namor hanno avuto una relazione telepatica alle spalle di Ciclope e Magik ha manipolato il fratello facendogli accettare il potere di Cyttorak per corrompergli l'anima. Al Carcere-X Unit abbandona la Terra eliminando la sua programmazione dal sistema di Danger che decide di liberare tutti i prigionieri prima di abbandonare Utopia; Magik e Colosso si danno battaglia fino a quando la prima non lo sconfigge, eliminando il potere di Cyttorak con la sua Spada dell'anima, e ricordandogli di non provare pena per lei mentre lui le promette che se dovessero mai incontrarsi di nuovo non esiterebbe ad ucciderla; infine, visitato da un redivivo Sinistro nella prigione speciale in cui è detenuto, Ciclope gli promette che non gli sfuggirà.

### Terza serie - Marvel NOW! (2013-2015)
Sfruttando l'iniziativa Marvel NOW! a seguito del crossover AVX, nel febbraio 2013 la Marvel rilancia la testata per la seconda volta in pochi mesi affidandola a Brian Michael Bendis e Chris Bachalo che si alternerà ai disegni con Frazer Irving. Questo nuovo volume si concentra sul gruppo di mutanti guidato da Ciclope, che fra le sue file conta i restanti membri della squadra estinzione più alcuni nuovi giovani, impegnato a promuovere una rivoluzione e educare la nuova generazione di mutanti alla Nuova Scuola Xavier.
Questi studenti sono la cronocineta Tempus, il guaritore Triage, il piattaforma Benjamin e Palle d'Oro, in grado di produrre sfere dorate. Dopo un'avventura contro i demoni del Limbo con le Naidi di Stepford e un Angelo proveniente dal passato, si unirà ai mutanti anche il tecnopate Hijack.

### Quarta serie - All New All Different X-Men (2015-2016)
Con lo slogan All-New All-Different X-Men nel 2015 la Marvel avviò il rilancio della serie partendo dalla scomparsa del gruppo originale composto da Ciclope, Bestia, Jean Grey, Uomo Ghiaccio, Angelo più le nuove aggiunte Havok e Polaris e dal loro soccorso da parte di un nuovo team di mutanti messo insieme da Xavier composto da Tempesta, Wolverine, Nightcrawler, Banshee, Colosso e Thunderbird. Dopo il salvataggio la vecchia guardia lasciò il posto ai nuovi membri guidati da Ciclope che cominciarono così ad essere coinvolti in storie sempre più avvincenti culminanti nella Saga di Fenice, nel primo incontro con gli alieni Shi'ar e la morte, apparente, di Jean Grey e Bestia. Dopo aver scoperto che i due erano ancora in vita il team entrò in contatto con il potente mutante Proteus, figlio della scienziata ed ex-amante di Xavier, Moira MacTaggert. Grazie all'inventiva di Claremont nuovi personaggi fecero la loro comparsa come Kitty Pryde, Dazzler ed Emma Frost oltre alle organizzazioni come il Club infernale che portarono alla Saga di Fenice Nera e alla successiva nuova morte di Jean Grey oltre che al primo paradosso temporale mutante consistente nell'arco narrativo intitolato Giorni di un futuro passato.

## Autori
| Sceneggiatori | Disegnatori |
| - Stan Lee, 1963-1966 - Roy Thomas, 1966-1968 - Gary Friedrich, 1968 - Arnold Drake, 1968-1969 - Roy Thomas, 1969-1970 - Nessuno, 1970-1975 (la serie pubblicò solo ristampe) - Chris Claremont, 1975-1991 - L'illustratore John Byrne indicato come coautore, 1978-1981 - Jim Lee, Whilce Portacio, John Byrne ed altri, 1991-1992 - Scott Lobdell, 1992-1997 - Steven T. Seagle, 1997-1999 - Alan Davis, 1999-2000 - Chris Claremont, 2000-2001 - Scott Lobdell, 2001 - Joe Casey, 2001-2002 - Chuck Austen, 2002-2004 - Chris Claremont, 2004-2006 - Ed Brubaker, 2006-2008 - Matt Fraction, 2008-2011 - Kieron Gillen, 2011-2012 - Brian Michael Bendis, 2013-oggi | - Jack Kirby, 1963-1965 - Jack Kirby e Werner Roth (a.k.a. Jay Gavin), 1965-1966 - Werner Roth (a.k.a. Jay Gavin), 1966-1967 - Ross Andru, 1967 (2 numeri) - Don Heck, 1967-1968 - George Tuska, (1 numero) - Jim Steranko, 1968-1969 (2 numeri) - Don Heck e Werner Roth, 1969 - Barry Smith, (1 numero) - Neal Adams, 1969-1970 - Sal Buscema, 1970 (1 numero) - Nessuno, 1970-1975 (la serie pubblicò solo ristampe) - Dave Cockrum, 1975-1977 - John Byrne, 1977-1981 - Dave Cockrum, 1981-1982 - Paul Smith, 1982-1983 - John Romita, Jr., 1983-1986 - Marc Silvestri, 1987-1990 - Contributi di Rick Leonardi, Jim Lee ed altri - Jim Lee, 1990-1991 - Jim Lee e Whilce Portacio, 1991-1992 - Brandon Peterson, 1992-1993 - John Romita, Jr., 1993-1994 - Joe Madureira, 1994-1997 - Chris Bachalo, 1998 - Adam Kubert, 1999-2000 - Salvador Larroca, 2000-2001 - Ian Churchill, 2001 - Sean Phillips, 2001-2002 - Ron Garney, 2001-2003 - Kia Asamiya, 2002-2003 - Philip Tan, 2003 - Salvador Larroca, 2004 - Alan Davis, 2004-2005 - Olivier Coipel (2 numeri) - Andy Park (3 numeri) - Tom Raney (2 numeri) - Chris Bachalo, 2005-2006 - Billy Tan, 2006-2008 - Salvador Larroca, 2007 - Michael Choi, 2008 - Terry Dodson, 2008-2011 - Greg Land, 2008-2012 - Whilce Portacio, 2010 (5 numeri) - Carlos Pacheco, 2011-2012 - Daniel Acuña, 2012 (3 numeri) - Chris Bachalo, 2013-oggi - Frazer Irving, 2013-oggi |

## Personaggi componenti del gruppo
| Numeri  | Personaggi prima serie |
| ------- | --- |
| 1-26    | Warren Worthington III (Angelo), Bestia, Ciclope, Jean Grey (Marvel Girl), Professor X, Uomo Ghiaccio |
| 27-29   | Angelo, Bestia, Ciclope, Marvel Girl, Mimo, Professor X, Uomo Ghiaccio |
| 30-39   | Angelo, Bestia, Ciclope, Marvel Girl, Professor X, Uomo Ghiaccio |
| 40-42   | Angelo, Bestia, Changeling, Ciclope, Marvel Girl, Uomo Ghiaccio |
| 43-59   | Angelo, Bestia, Ciclope, Marvel Girl, Uomo Ghiaccio |
| 60-64   | Angelo, Bestia, Ciclope, Marvel Girl, Polaris, Uomo Ghiaccio |
| 65-66   | Angelo, Bestia, Ciclope, Havok, Marvel Girl, Polaris, Professor X, Uomo Ghiaccio |
| 94      | Angelo, Banshee, Ciclope, Colosso, Havok, Marvel Girl, Nightcrawler, Polaris, Professor X, Sole Ardente, Tempesta, Thunderbird, Uomo Ghiaccio, Wolverine                                                             |
| 95      | Banshee, Ciclope, Colosso, Nightcrawler, Professor X, Tempesta, Thunderbird, Wolverine |
| 96-109  | Banshee, Ciclope, Colosso, Nightcrawler, Professor X, Tempesta, Wolverine |
| 110-117 | Banshee, Ciclope, Colosso, Jean Grey (Fenice), Nightcrawler, Professor X, Tempesta, Wolverine |
| 118-124 | Banshee, Ciclope, Colosso, Nightcrawler, Tempesta, Wolverine |
| 125-128 | Banshee, Ciclope, Colosso, Fenice, Nightcrawler, Tempesta, Wolverine |
| 129-137 | Ciclope, Colosso, Fenice, Nightcrawler, Professor X, Tempesta, Wolverine |
| 138     | Ciclope, Colosso, Nightcrawler, Professor X, Tempesta, Wolverine |
| 139-148 | Angelo, Colosso, Nightcrawler, Professor X, Kitty Pryde (Sprite), Tempesta, Wolverine |
| 149     | Colosso, Nightcrawler, Professor X, Sprite, Tempesta, Wolverine |
| 150     | Ciclope, Colosso, Nightcrawler, Professor X, Sprite, Tempesta, Wolverine |
| 151     | Ciclope, Colosso, Nightcrawler, Professor X, Tempesta, Wolverine |
| 152-170 | Ciclope, Colosso, Nightcrawler, Professor X, Sprite, Tempesta, Wolverine |
| 171-175 | Ciclope, Colosso, Nightcrawler, Professor X, Kitty Pryde (Ariel), Rogue, Tempesta, Wolverine |
| 176-187 | Colosso, Nightcrawler, Professor X, Rogue, Kitty Pryde (Shadowcat), Tempesta, Wolverine |
| 188-196 | Colosso, Nightcrawler, Professor X, Rachel Summers, Rogue, Shadowcat, Tempesta, Wolverine |
| 197-199 | Ciclope, Colosso, Nightcrawler, Professor X, Rachel Summers, Rogue, Shadowcat, Wolverine |
| 200     | Ciclope, Colosso, Magneto, Nightcrawler, Professor X, Rachel Summers (Fenice II), Rogue, Shadowcat, Tempesta, Wolverine                                                                                              |
| 201     | Ciclope, Colosso, Magneto, Nightcrawler, Fenice II, Rogue, Shadowcat, Tempesta, Wolverine |
| 202-208 | Colosso, Magneto, Nightcrawler, Fenice II, Rogue, Shadowcat, Tempesta, Wolverine |
| 209-212 | Colosso, Magneto, Nightcrawler, Rogue, Shadowcat, Tempesta, Wolverine |
| 213     | Colosso, Magneto, Nightcrawler, Psylocke, Rogue, Shadowcat, Tempesta, Wolverine |
| 214     | Colosso, Dazzler, Magneto, Nightcrawler, Psylocke, Rogue, Shadowcat, Tempesta, Wolverine |
| 215     | Colosso, Dazzler, Longshot, Magneto, Nightcrawler, Psylocke, Rogue, Shadowcat, Tempesta, Wolverine |
| 216-218 | Dazzler, Longshot, Magneto, Psylocke, Rogue, Tempesta, Wolverine |
| 219-224 | Dazzler, Havok, Longshot, Magneto, Psylocke, Rogue, Tempesta, Wolverine |
| 225-247 | Colosso, Dazzler, Havok, Longshot, Psylocke, Rogue, Tempesta, Wolverine |
| 248     | Colosso, Dazzler, Havok, Longshot, Psylocke, Tempesta |
| 249-250 | Colosso, Dazzler, Havok, Psylocke |
| 251-253 | Colosso, Dazzler, Jubilee, Psylocke, Wolverine |
| 254-259 | Banshee, Dazzler, Forge, Jubilee, Polaris, Psylocke, Wolverine |
| 260     | Banshee, Dazzler, Forge, Jubilee, Psylocke, Wolverine |
| 261-269 | Banshee, Forge, Jubilee, Psylocke, Wolverine |
| 270-276 | Banshee, Forge, Gambit, Jubilee, Psylocke, Tempesta, Wolverine |
| 277-280 | Banshee, Forge, Gambit, Jubilee, Professor X, Psylocke, Tempesta, Wolverine |
| 281-286 | Warren Worthington III (Arcangelo), Colosso, Fenice, Professor X, Tempesta, Uomo Ghiaccio |
| 287-304 | Alfiere, Arcangelo, Colosso, Fenice, Professor X, Tempesta, Uomo Ghiaccio |
| 305-315 | Alfiere, Arcangelo, Fenice, Professor X, Uomo Ghiaccio, Tempesta |
| 316-317 | Alfiere, Arcangelo, Bestia, Ciclope, Gambit, Fenice, Jubilee, Professor X, Psylocke, Rogue, Tempesta, Uomo Ghiaccio, Wolverine                                                                                       |
| 318-335 | Alfiere, Arcangelo, Bestia, Cannonball, Ciclope, Gambit, Fenice, Professor X, Psylocke, Rogue, Tempesta, Uomo Ghiaccio, Wolverine                                                                                    |
| 336-340 | Alfiere, Arcangelo, Bestia, Cannonball, Ciclope, Gambit, Fenice, Joseph, Professor X, Psylocke, Rogue, Tempesta, Uomo Ghiaccio, Wolverine                                                                            |
| 341-342 | Alfiere, Arcangelo, Bestia, Cannonball, Ciclope, Gambit, Fenice, Joseph, Professor X, Psylocke, Rogue, Tempesta, Wolverine                                                                                           |
| 343-349 | Alfiere, Bestia, Gambit, Joseph, Rogue |
| 350-351 | Alfiere, Arcangelo, Bestia, Cannonball, Ciclope, Gambit, Fenice, Joseph, Professor X, Psylocke, Rogue, Tempesta, Wolverine                                                                                           |
| 352-353 | Alfiere, Bestia, Cannonball, Ciclope, Fenice, Joseph, Maggott, Marrow, Psylocke, Cecilia Reyes, Rogue, Tempesta, Uomo Ghiaccio, Wolverine                                                                            |
| 354-360 | Alfiere, Bestia, Cannonball, Ciclope, Uomo Ghiaccio, Fenice, Maggott, Marrow, Cecilia Reyes, Rogue, Tempesta, Wolverine                                                                                              |
| 361-373 | Colosso, Gambit, Marrow, Nightcrawler, Rogue, Shadowcat, Tempesta, Wolverine |
| 374-376 | Arcangelo, Bestia, Ciclope, Colosso, Gambit, Fenice, Marrow, Nightcrawler, Professor X, Psylocke, Rogue, Shadowcat, Tempesta, Uomo Ghiaccio                                                                          |
| 377-380 | Arcangelo, Bestia, Colosso, Gambit, Fenice, Marrow, Nightcrawler, Professor X, Psylocke, Rogue, Shadowcat, Tempesta, Uomo Ghiaccio, Wolverine                                                                        |
| 381-390 | Bestia, Cable, Gambit, Fenice, Rogue, Tempesta |
| 392-393 | Ciclope, Dazzler, Frenzy, Fenice, Northstar, Omerta, Professor X, Pira Ardente, Spettro, Wolverine |
| 394     | Arcangelo, Ciclope, Fenice, Wolverine |
| 395-399 | Arcangelo, Chamber, Nightcrawler, Uomo Ghiaccio, Wolverine |
| 400-409 | Arcangelo, Chamber, Nightcrawler, Stacy X, Uomo Ghiaccio, Wolverine |
| 410-414 | Arcangelo, Nightcrawler, Professor X, Stacy X, Uomo Ghiaccio, Wolverine |
| 415-422 | Arcangelo, Husk, Nightcrawler, Northstar, Professor X, Uomo Ghiaccio, Wolverine |
| 423-426 | Arcangelo, Havok, Husk, Fenomeno, Nightcrawler, Northstar, Polaris, Professor X, Uomo Ghiaccio, Wolverine |
| 427-437 | Arcangelo, Havok, Husk, Jubilee, Fenomeno, Nightcrawler, Northstar, Polaris, Professor X, Uomo Ghiaccio, Wolverine                                                                                                   |
| 438-443 | Arcangelo, Husk, Nightcrawler, Polaris, Professor X, Uomo Ghiaccio, Wolverine |
| 444-448 | Alfiere, Cannonball, Rachel Grey (Marvel Girl II), Nightcrawler, Sage, Tempesta, Wolverine |
| 449-454 | Alfiere, Marvel Girl II, Nightcrawler, Sage, Tempesta, Wolverine |
| 455-456 | Alfiere, Marvel Girl II, Nightcrawler, Tempesta, Wolverine |
| 457-468 | Alfiere, Marvel Girl II, Nightcrawler, Psylocke, Tempesta, Wolverine |
| 469-474 | Alfiere, Cannonball, Marvel Girl II, Nightcrawler, Psylocke |
| 475-486 | Darwin, Havok, Marvel Girl II, Nightcrawler, Polaris, Professor X, Warpath |
| 487-491 | Calibano, Hepzibah, Nightcrawler, Professor X, Tempesta, Warpath |
| 492-494 | crossover Messiah Complex |
| 495-499 | Angelo, Ciclope, Colosso, Emma Frost, Hepzibah, Nightcrawler, Uomo Ghiaccio, Warpath, Wolverine |
| 500-507 | Angelo, Bestia, Ciclope, Colosso, Dazzler, Emma Frost, Karma, Naiadi di Stepford, Nightcrawler, Pixie, Tempesta, Wolverine                                                                                           |
| 508-514 | Angelo, Bestia, Ciclope, Colosso, Dazzler, Domino, Dr. Nemesis, Emma Frost, Madison Jeffries, Karma, Naiadi di Stepford, Nightcrawler, Northstar, Pixie, Psylocke, Kavita Rao, Yuriko Takiguchi, Tempesta, Wolverine |
| 515-519 | Angelo, Bestia, Ciclope, Colosso, Dr. Nemesis, Emma Frost, Madison Jeffries, Magneto, Naiadi di Stepford, Nightcrawler, Psylocke, Kavita Rao, Wolverine                                                              |
| 520-522 | Angelo, Ciclope, Colosso, Dr. Nemesis, Fantomex, Emma Frost, Madison Jeffries, Magneto, Naiadi di Stepford, Nightcrawler, Psylocke, Kavita Rao, Wolverine                                                            |
| 523-525 | crossover Secondo avvento |
| 526-529 | Angelo, Ciclope, Colosso, Cypher, Dazzler, Dr. Nemesis, Fantomex, Emma Frost, Madison Jeffries, Northstar, Psylocke, Kavita Rao, Cecilia Reyes, Rogue, Shadowcat, Hope Summers, Tempesta, Uomo Ghiaccio, Wolverine   |
| 530-534 | Angelo, Ciclope, Dazzler, Fantomex, Emma Frost, Northstar, Pixie, Kavita Rao, Shadowcat, Tempesta, Wolverine |
| 535-544 | Ciclope, Colosso, Emma Frost, Magik, Magneto, Namor, Pixie, Shadowcat, Hope Summers, Uomo Ghiaccio, Wolverine |
|         | Personaggi seconda serie |
| 1-3     | Ciclope, Colosso, Danger, Emma Frost, Magik, Magneto, Namor, Hope Summers, Tempesta |
| 4-8     | Ciclope, Colosso, Danger, Magik, Magneto, Namor, Psylocke, Hope Summers, Tempesta |
| 9-10    | Ciclope, Colosso, Danger, Emma Frost, Magik, Magneto, Namor, Hope Summers, Tempesta |
| 11-14   | Ciclope, Colosso, Danger, Emma Frost, Magik, Magneto, Namor, Psylocke, Hope Summers, Tempesta |
| 15-17   | Ciclope, Colosso, Danger, Emma Frost, Magik, Magneto, Namor, Psylocke, Tempesta |
| 18-20   | Ciclope, Colosso, Danger, Emma Frost, Magik |
|         | Personaggi terza serie |
| 1       | Ciclope, Emma Frost, Magik, Magneto, Tempus, Triange |
| 2-3     | Benjamin, Ciclope, Emma Frost, Goldballs, Magik, Magneto, Tempus, Triange |
| 4-7     | Angelo (passato), Benjamin, Ciclope, Emma Frost, Goldballs, Magik, Magneto, Naidi di Stepford, Tempus, Triage |
| 8-14    | Angelo, Benjamin, Ciclope, Emma Frost, Goldballs, Hijak, Magik, Magneto, Naidi di Stepford, Tempus, Triage |
| 15      | Emma Frost, Jean Grey (passato), Magik, Naidi di Stepford, Shadowcat, Tempus |
| 16      | Magneto |
| 17      | Benjamin, Goldballs, Hijak, Naidi di Stepford, Tempus, Triage |
| 18-22   | Benjamin, Ciclope, Emma Frost, Goldballs, Magik, Naidi di Stepford, Tempus, Triange |
| 23-28   | Benjamin, Ciclope, Dazzler, Hijak, Emma Frost, Goldballs, Kitty Pryde Magik, Naidi di Stepford, Tempus, Triage |
| 29      | Benjamin, Dazzler, Hijak, Emma Frost, Goldballs, Kitty Pryde, Naidi di Stepford, Tempus, Triage, Xavier |
| 30      | Benjamin, Ciclope, Dazzler, Hijak, Emma Frost, Goldballs, Kitty Pryde Magik, Naidi di Stepford, Tempus, Triage, Xavier                                                                                               |
| 31      | Ciclope, Havok |